# Canton de Cholet-1
Le canton de Cholet-1 est une circonscription électorale française située dans le département de Maine-et-Loire et la région Pays de la Loire.

## Histoire
Le canton de Cholet-1 a été créé par décret du 23 juillet 1973 redécoupant les cantons de Cholet-Est et Cholet-Ouest en trois cantons.
Le nouveau découpage territorial pour le département de Maine-et-Loire est défini par le décret du 26 février 2014. La composition du canton est alors remodelée, avec une entrée en vigueur au renouvellement des assemblées départementales de mars 2015. Il comprend dès lors une partie de la commune de Cholet. Les communes de Saint-Léger-sous-Cholet et de La Séguinière sont rattachés au canton de Saint-Macaire-en-Mauges.

## Représentation

### Représentation de 1973 à 2015
Le canton de Cholet-1 est la circonscription électorale servant à l'élection des conseillers généraux, membres du conseil général de Maine-et-Loire.
| Période | Période      | Identité                | Étiquette   | Qualité                                                                                  |
| ------- | ------------ | ----------------------- | ----------- | ---------------------------------------------------------------------------------------- |
| 1973    | 1975 (décès) | Georges Prisset         | MRP puis CD | Maire de Cholet (1958-1965)                                                              |
| 1975    | 1992         | Guy Ronsin              | RPR         | Architecte à Angers                                                                      |
| 1992    | 1998         | Germaine Heulin-Boucard | RPR         | Secrétaire Adjointe au maire de Cholet                                                   |
| 1998    | 2004         | Antoine Mouly           | DVG         | Conseiller municipal de Cholet                                                           |
| 2004    | 2015         | Jean-Paul Boisneau      | UMP         | Maire de La Séguinière (1995-2020) Elu en 2015 dans le Canton de Saint-Macaire-en-Mauges |

#### Résultats électoraux détaillés
- Élections cantonales de 2004 : Jean-Paul Boisneau   (UMP) est élu au 2e tour avec 51,19 % des suffrages exprimés, devant Antoine Mouly (PS) (48,81 %). Le taux de participation est de 60,1 % (10 673 votants sur 17 760 inscrits)[3].
- Élections cantonales de 2011 : Jean-Paul Boisneau (UMP) est élu au 2e tour avec 52,32 % des suffrages exprimés, devant Jean-Marc Vacher (PS) (47,68 %). Le taux de participation est de 37,27 % (6 759 votants sur 18 137 inscrits)[4].

### Représentation depuis 2015
À partir du renouvellement des assemblées départementales de 2015, le canton devient la circonscription électorale servant à l'élection des conseillers départementaux, membres du conseil départemental de Maine-et-Loire.
| Période élective | Période élective | Mandat | Mandat   | Identité       | Nuance | Nuance | Qualité                                                                                        |
| ---------------- | ---------------- | ------ | -------- | -------------- | ------ | ------ | ---------------------------------------------------------------------------------------------- |
| 2015             | 2021             | 2015   | 2021     | Patrice Brault |        | DVD    | Chef d'entreprise, adjoint au maire de Cholet                                                  |
| 2015             | 2021             | 2015   | 2021     | Florence Dabin |        | DVD    | Professeure des écoles Adjointe au maire de Cholet 5e vice-présidente du Conseil départemental |
| 2021             | 2028             | 2021   | en cours | Patrice Brault |        | DVD    | Conseiller sortant                                                                             |
| 2021             | 2028             | 2021   | en cours | Florence Dabin |        | DVD    | Conseillère sortante, Présidente du conseil départemental                                      |

### Résultats détaillés

#### Élections de mars 2015
À l'issue du 1er tour des élections départementales de 2015, deux binômes sont en ballottage : Patrice Brault et Florence Dabin (Union de la Droite, 44,66 %) et Catherine Canals et Youssef Laarabi (PS, 24,84 %). Le taux de participation est de 42,74 % (12 144 votants sur 28 416 inscrits) contre 49,68 % au niveau départemental et 50,17 % au niveau national.
Au second tour, Patrice Brault et Florence Dabin (Union de la Droite) sont élus avec 61,22 % des suffrages exprimés et un taux de participation de 40,04 % (6 423 voix pour 11 379 votants et 28 416 inscrits).

#### Élections de juin 2021
Le premier tour des élections départementales de 2021 est marqué par un très faible taux de participation (33,26 % au niveau national). Dans le canton de Cholet-1, ce taux de participation est de 27,37 % (7 807 votants sur 28 521 inscrits) contre 29,36 % au niveau départemental. À l'issue de ce premier tour, deux binômes sont en ballottage : Patrice Brault et Florence Dabin (DVD, 46,12 %) et Christophe Airaud et Mélina Dupin-Girod (Union à gauche avec des écologistes, 24,2 %).
Le second tour des élections est marqué une nouvelle fois par une abstention massive équivalente au premier tour. Les taux de participation sont de 34,36 % au niveau national, 30,37 % dans le département et 28,79 % dans le canton de Cholet-1. Patrice Brault et Florence Dabin (DVD) sont élus avec 65,24 % des suffrages exprimés (5 060 voix pour 8 215 votants et 28 531 inscrits),,. 

## Composition

### Composition de 1973 à 2015
Le canton comprenait :

Carte du canton en 2014.

- les communes de La Séguinière et de Saint-Léger-sous-Cholet,
- la portion de territoire de la ville de Cholet déterminée par l'axe des voies ci-après : route nationale no 160 de Cholet à Mortagne, rue de la Vendée, rive droite de la Moine, avenue Maudet, rue Travot, rue Saint-Bonaventure non comprise, rue de la Tête-Noire comprise, rue du Puits-de-l'Aire comprise, l'axe des voies ci-après : rue Nationale, boulevard Gustave-Richard, place de la République, boulevard Hérault, chemin partant du boulevard Hérault et conduisant à l'aérodrome jusqu'à la limite de la ville.

### Composition depuis 2015
| Nom                            | Code Insee | Intercommunalité        | Superficie (km2) | Population (dernière pop. légale)                | Densité (hab./km2) | Modifier                                    |
| ------------------------------ | ---------- | ----------------------- | ---------------- | ------------------------------------------------ | ------------------ | ------------------------------------------- |
| Cholet (bureau centralisateur) | 49099      | CA Cholet Agglomération | 87,47            | Fraction : 42 645 (2022) Commune : 54 074 (2022) | 618                | modifier les données · modifier les données |
| Canton de Cholet-1             | 4912       |                         |                  | 42 645 (2022)                                    |                    | modifier les données                        |

Le canton est désormais composé de la partie de la commune de Cholet située à l'ouest et au sud d'une ligne définie par l'axe des voies et limites suivantes : depuis la limite territoriale de la commune de Saint-Léger-sous-Cholet, chemin communal no 5, rue Charles-Lindbergh, boulevard des Bois-Lavau (route départementale 13), boulevard du Pont-de-Pierre, boulevard Hérault, place de la République, boulevard Gustave-Richard, rue Nationale, rue Sadi-Carnot, rue de Lorraine, rue de Maulévrier (route départementale 20), jusqu'à la limite territoriale de la commune de Mazières-en-Mauges.

## Démographie

### Démographie avant 2015
| 1975 | 1982 | 1990   | 1999   | 2006   | 2011   | 2012   |
| ---- | ---- | ------ | ------ | ------ | ------ | ------ |
| -    | -    | 26 964 | 26 307 | 25 625 | 25 710 | 25 493 |

### Démographie depuis 2015
En 2022, le canton comptait 42 645 habitants, en évolution de +1,34 % par rapport à 2016 (Maine-et-Loire : +2,12 %, France hors Mayotte : +2,11 %).
| 2013   | 2018   | 2022   |
| ------ | ------ | ------ |
| 42 164 | 42 519 | 42 645 |